# 阿布·苏莱曼·巴纳卡提
阿布·苏莱曼·巴纳卡提（波斯語：‎；？—1330年），伊儿汗国晚期的历史学家和诗人。巴纳卡提因编纂了以他自己命名的《巴纳卡提世界史》（Tarikh-i Banakati）而广为人知。巴纳卡提与伊儿汗国的宫廷关系密切，他在自己的记载中提到，1302年他曾担任伊儿汗国统治者合赞（1295年至1304年在位）的首席宫廷诗人，并因此被授予“诗人之王”（malik al-shu'ara）的称号。

## 生平
巴纳卡提出生于河中地区的巴纳卡特（后称沙鲁克希耶）。他出身于一个学者家庭，父亲塔吉·丁·阿布·法德尔·巴纳卡提（Taj al-Din Abu al-Fadl Banakati）是一名教法学家，曾为著名的经注学者巴格维（al-Baghawi，1122年逝世）的经典著作《顺道灯盏》（Masabih al-Sunnah）撰写过注释书《简明之书》（Kitab al-maysur）。
巴纳卡提学识渊博，熟通韵律，是一位技艺精湛的诗人。他在编修历史中提到自己于1302年曾在伊儿汗国宫廷担任过统治者合赞的首席宫廷诗人，并很快在同一年夏天被合赞授予了“诗人之王”（malik al-shu'ara）的称号。巴纳卡提曾编纂过一本以底万（一种诗歌集）为体裁的诗歌集，记录了他平生创作的诗歌。巴纳卡提在1330年逝世，享年大约65岁（具体生年不详）。

## 文学
巴纳卡提的作品多为历史和诗歌著作，其以自己名字命名编修的《巴纳卡提历史》（Tarikh-i Banakati）是巴纳卡提最为著名的作品。《巴纳卡提历史》于1317年12月31日完书。全书从遥远的先知与族长的时代开始，到伊儿汗国的最后一位统治者不赛因登上汗位结束。被巴纳卡提分为了九个章节：（1）先知与族长；（2）古代伊朗的君主；（3）先知穆罕默德与哈里发；（4）与阿拔斯王朝同期存在的伊朗王朝；（5）犹太人；（6）基督徒与法兰克人；（7）印度人；（8）中国人；（9）蒙古人。其中第九章的最后一个章节记载了1304年至1317年的内容，是后续学者研究完者都（1304年至1316年在位）统治时期的重要资料来源。
《巴纳卡提历史》于1678年首次出版。巴纳卡提在《巴纳卡提历史》中称，其中的很多内容本质上是拉施德丁·哈马丹尼的《集史》（Jami' al-tawarikh）的简略版本。后世有学者认为，巴纳卡提因其在蒙古宫廷中的地位，得以添加许多独特且重要的信息。《巴纳卡提历史》中记载的内容短小却精悍，有很高的学术价值，是同时期世界历史最可靠的史料来源之一。
《巴纳卡提历史》的第八章“中国历史”曾被德国的汉学家安德烈亚斯·穆勒（Andreas Müller）单独摘出，并将其翻译为拉丁文《Abdallae Beidavaei historia Sinensis》后出版。但穆勒错误地以为该书是波斯学者卡迪·拜达维（Qadi Baydawi）的作品，可能是由于抄写员的疏忽，将该章节误归为拜达维的另一部作品。在拉丁文版《巴纳卡提历史》的中国历史章节出版后，斯蒂芬·韦斯顿（Stephen Weston）将此书翻译为英语，并在1820年于伦敦出版。法国作家卡特尔梅尔·德·昆西（Quatremère de Quincy）将英语版本的《中国历史》收录进其作品《伊朗蒙古史》（Histoire des Mongols de la Perse）中。